# Marco Pinotti
Marco Pinotti (Osio Sotto, Llombardia, 25 de febrer de 1976) fou un ciclista italià, professional des de 1999 fins al 2013.
Pinotti va ser un bon contrarellotgista, com demostren els sis campionats nacionals de l'especialitat (2005, 2007, 2008, 2009, 2010 i 2013) i les dues victòries d'etapa aconseguides al Giro d'Itàlia, sempre en contrarellotges. El 2012 va prendre part en els Jocs Olímpics d'Estiu de Londres, on fou cinquè en la contrarellotge del programa de ciclisme.
El 2013 anuncià la seva retirada i la posterior incorporació a l'equip tècnic del BMC Racing Team. Des del 2021 forma part de l'equip tècnic del Team Jayco AlUla.

## Palmarès
- 2000
  - Vencedor d'una etapa a la Volta a Polònia
- 2003
  - Vencedor d'una etapa a la Volta a Euskadi
- 2005
  -  Campió d'Itàlia de contrarellotge
- 2007
  -  Campió d'Itàlia de contrarellotge
- 2008
  -  Campió d'Itàlia de contrarellotge
  - 1r a la Volta a Irlanda
  - Vencedor d'una etapa al Giro d'Itàlia
- 2009
  -  Campió d'Itàlia de contrarellotge
  - Vencedor d'una etapa a la Volta a Euskadi
- 2010
  -  Campió d'Itàlia de contrarellotge
  - Vencedor d'una etapa al Tour de Romandia
- 2012
  - Vencedor d'una etapa al Giro d'Itàlia
  - Vencedor d'una etapa a la Volta a Àustria
- 2013
  -  Campió d'Itàlia de contrarellotge

### Resultats al Giro d'Itàlia
- 2005. 48è de la classificació general
- 2006. 60è de la classificació general
- 2007. 18è de la classificació general. Porta la maglia rosa durant 4 etapes
- 2008. 65è de la classificació general. Vencedor d'una etapa
- 2009. 40è de la classificació general
- 2010. 9è de la classificació general
- 2011. Abandona (19a etapa). Porta la maglia rosa durant 1 etapa
- 2010. 41è de la classificació general. Vencedor d'una etapa

### Resultats al Tour de França
- 1999. 113è de la classificació general
- 2001. 52è de la classificació general
- 2002. Abandona (5a etapa)